# Generaldirektion Kommunikation
Die Generaldirektion Kommunikation (COMM) ist eine Generaldirektion der Europäischen Kommission. Sie ist der Kommissionspräsidentin Ursula von der Leyen zugeordnet. Leiterin der Generaldirektion ist Dana Spinant.
Die Generaldirektion hat die Aufgabe, die Öffentlichkeit über die EU-Politik zu unterrichten. Sie informiert zudem die Kommission über aktuelle Entwicklungen in den Medien und der öffentlichen Meinung.

## Direktionen
Die Generaldirektion ist in Brüssel angesiedelt und gliedert sich in vier Direktionen:
- Direktion A: Politische Kommunikation und Dienste
- Direktion B: Strategie und Unternehmenskommunikation
- Direktion C: Vertretung und Kommunikation in den Mitgliedstaaten
- Direktion D: Ressourcen